# فرودگاه واکلاند/تروی
فرودگاه واکلاند/تروی (به انگلیسی: Oakland/Troy Airport) یک فرودگاه همگانی بهره‌برداری هوایی است که یک باند فرود آسفالت دارد و طول باند آن ۱۰۸۲ متر است. این فرودگاه در شهر تروای، میشیگان کشور ایالات متحده آمریکا قرار دارد و در ارتفاع ۲۲۲ متری از سطح دریا واقع شده‌است.